# Grand Prix Arabii Saudyjskiej 2023
Grand Prix Arabii Saudyjskiej 2023, oficjalnie Formula 1 STC Saudi Arabian Grand Prix 2023 – druga runda Mistrzostw Świata Formuły 1 w sezonie 2023. Grand Prix odbyło się w dniach 17–19 marca 2023 na torze Jeddah Corniche Circuit w Dżuddzie. Wyścig, po starcie z pole position, wygrał Sergio Pérez (Red Bull Racing), a na podium kolejno stanęli Max Verstappen (Red Bull Racing) oraz Fernando Alonso (Aston Martin).

## Lista startowa
| Nr          | Kierowca         | Zespół                                         | Samochód                          | Silnik              | Opony |
| ----------- | ---------------- | ---------------------------------------------- | --------------------------------- | ------------------- | ----- |
| 1           | Max Verstappen   | Oracle Red Bull Racing                         | Red Bull RB19                     | Honda RBPTH001      | P     |
| 2           | Logan Sargeant   | Williams Racing                                | Williams FW45                     | Mercedes-AMG F1 M14 | P     |
| 4           | Lando Norris     | McLaren F1 Team                                | McLaren MCL60                     | Mercedes-AMG F1 M14 | P     |
| 10          | Pierre Gasly     | BWT Alpine F1 Team                             | Alpine A523                       | Renault E-Tech RE23 | P     |
| 11          | Sergio Pérez     | Oracle Red Bull Racing                         | Red Bull RB19                     | Honda RBPTH001      | P     |
| 14          | Fernando Alonso  | Aston Martin Aramco Cognizant Formula One Team | Aston Martin AMR23                | Mercedes-AMG F1 M14 | P     |
| 16          | Charles Leclerc  | Scuderia Ferrari                               | Ferrari SF-23                     | Ferrari 066/10      | P     |
| 18          | Lance Stroll     | Aston Martin Aramco Cognizant Formula One Team | Aston Martin AMR23                | Mercedes-AMG F1 M14 | P     |
| 20          | Kevin Magnussen  | MoneyGram Haas F1 Team                         | Haas VF-23                        | Ferrari 066/10      | P     |
| 21          | Nyck de Vries    | Scuderia AlphaTauri                            | AlphaTauri AT04                   | Honda RBPTH001      | P     |
| 22          | Yūki Tsunoda     | Scuderia AlphaTauri                            | AlphaTauri AT04                   | Honda RBPTH001      | P     |
| 23          | Alexander Albon  | Williams Racing                                | Williams FW45                     | Mercedes-AMG F1 M14 | P     |
| 24          | Zhou Guanyu      | Alfa Romeo F1 Team Kick                        | Alfa Romeo C43                    | Ferrari 066/10      | P     |
| 27          | Nico Hülkenberg  | MoneyGram Haas F1 Team                         | Haas VF-23                        | Ferrari 066/10      | P     |
| 31          | Esteban Ocon     | BWT Alpine F1 Team                             | Alpine A523                       | Renault E-Tech RE23 | P     |
| 44          | Lewis Hamilton   | Mercedes-AMG Petronas Formula One Team         | Mercedes-AMG F1 W14 E Performance | Mercedes-AMG F1 M14 | P     |
| 55          | Carlos Sainz Jr. | Scuderia Ferrari                               | Ferrari SF-23                     | Ferrari 066/10      | P     |
| 63          | George Russell   | Mercedes-AMG Petronas Formula One Team         | Mercedes-AMG F1 W14 E Performance | Mercedes-AMG F1 M14 | P     |
| 77          | Valtteri Bottas  | Alfa Romeo F1 Team Kick                        | Alfa Romeo C43                    | Ferrari 066/10      | P     |
| 81          | Oscar Piastri    | McLaren F1 Team                                | McLaren MCL60                     | Mercedes-AMG F1 M14 | P     |
| Źródło: FIA |                  |                                                |                                   |                     |       |

## Wyniki

### Zwycięzcy sesji treningowych
| Sesja       | Nr | Kierowca       | Konstruktor                | Czas     | Okr. |
| ----------- | -- | -------------- | -------------------------- | -------- | ---- |
| 1           | 1  | Max Verstappen | Red Bull Racing-Honda RBPT | 1:29,617 | 18   |
| 2           | 1  | Max Verstappen | Red Bull Racing-Honda RBPT | 1:29,603 | 29   |
| 3           | 1  | Max Verstappen | Red Bull Racing-Honda RBPT | 1:28,485 | 20   |
| Źródło: FIA |    |                |                            |          |      |

### Kwalifikacje
| P                    | Nr | Kierowca         | Konstruktor                  | Czasy w kwalifikacjach | Czasy w kwalifikacjach | Czasy w kwalifikacjach | Poz. s. |
| P                    | Nr | Kierowca         | Konstruktor                  | Q1                     | Q2                     | Q3                     | Poz. s. |
| -------------------- | -- | ---------------- | ---------------------------- | ---------------------- | ---------------------- | ---------------------- | ------- |
| 1                    | 11 | Sergio Pérez     | Red Bull Racing-Honda RBPT   | 1:29,244               | 1:28,635               | 1:28,265               | 1       |
| 2                    | 16 | Charles Leclerc  | Ferrari                      | 1:29,376               | 1:28,903               | 1:28,420               | 12      |
| 3                    | 14 | Fernando Alonso  | Aston Martin Aramco-Mercedes | 1:29,298               | 1:28,757               | 1:28,730               | 2       |
| 4                    | 63 | George Russell   | Mercedes                     | 1:29,592               | 1:29,132               | 1:28,857               | 3       |
| 5                    | 55 | Carlos Sainz Jr. | Ferrari                      | 1:29,411               | 1:28,957               | 1:28,931               | 4       |
| 6                    | 18 | Lance Stroll     | Aston Martin Aramco-Mercedes | 1:29,335               | 1:28,962               | 1:28,945               | 5       |
| 7                    | 31 | Esteban Ocon     | Alpine-Renault               | 1:29,707               | 1:29,255               | 1:29,078               | 6       |
| 8                    | 44 | Lewis Hamilton   | Mercedes                     | 1:29,689               | 1:29,374               | 1:29,223               | 7       |
| 9                    | 81 | Oscar Piastri    | McLaren-Mercedes             | 1:29,706               | 1:29,378               | 1:29,243               | 8       |
| 10                   | 10 | Pierre Gasly     | Alpine-Renault               | 1:29,890               | 1:29,411               | 1:29,357               | 9       |
| 11                   | 27 | Nico Hülkenberg  | Haas-Ferrari                 | 1:29,547               | 1:29,451               |                        | 10      |
| 12                   | 24 | Zhou Guanyu      | Alfa Romeo-Ferrari           | 1:29,654               | 1:29,461               |                        | 11      |
| 13                   | 20 | Kevin Magnussen  | Haas-Ferrari                 | 1:29,744               | 1:29,634               |                        | 13      |
| 14                   | 77 | Valtteri Bottas  | Alfa Romeo-Ferrari           | 1:29,929               | 1:29,668               |                        | 14      |
| 15                   | 1  | Max Verstappen   | Red Bull Racing-Honda RBPT   | 1:28,761               | 1:49,953               |                        | 15      |
| 16                   | 22 | Yūki Tsunoda     | AlphaTauri-Honda RBPT        | 1:29,939               |                        |                        | 16      |
| 17                   | 23 | Alexander Albon  | Williams-Mercedes            | 1:29,994               |                        |                        | 17      |
| 18                   | 21 | Nyck de Vries    | AlphaTauri-Honda RBPT        | 1:30,244               |                        |                        | 18      |
| 19                   | 4  | Lando Norris     | McLaren-Mercedes             | 1:30,447               |                        |                        | 19      |
| 107% czasu: 1:34,974 |    |                  |                              |                        |                        |                        |         |
| NS                   | 2  | Logan Sargeant   | Williams-Mercedes            | 2:08,510               |                        |                        | 20      |
| Źródło: FIA          |    |                  |                              |                        |                        |                        |         |

Uwagi
1. ↑  Charles Leclerc otrzymał karę cofnięcia o 10 pozycji za przekroczenie limitu jednostek sterujących elektroniką[6].
2. ↑  Logan Sargeant nie spełnił reguły 107% czasu, ale został dopuszczony przez sędziów do wyścigu[7].

### Wyścig
| P                    | Nr | Kierowca         | Konstruktor                  | Okr. | Czas         | Start | +/−       | Pit | Opony                                                               | Punkty |
| -------------------- | -- | ---------------- | ---------------------------- | ---- | ------------ | ----- | --------- | --- | ------------------------------------------------------------------- | ------ |
| 1                    | 11 | Sergio Pérez     | Red Bull Racing-Honda RBPT   | 50   | 1:21:14,894  | 1     | Bez zmian | 1   | Pośrednia (nowa) · Twarda (nowa)                                    | 25     |
| 2                    | 1  | Max Verstappen   | Red Bull Racing-Honda RBPT   | 50   | +5,355       | 15    | 13        | 1   | Pośrednia (nowa) · Twarda (nowa)                                    | 18+1   |
| 3                    | 14 | Fernando Alonso  | Aston Martin Aramco-Mercedes | 50   | +20,728      | 2     | 1         | 1   | Pośrednia (nowa) · Twarda (używana)                                 | 15     |
| 4                    | 63 | George Russell   | Mercedes                     | 50   | +25,866      | 3     | 1         | 1   | Pośrednia (nowa) · Twarda (nowa)                                    | 12     |
| 5                    | 44 | Lewis Hamilton   | Mercedes                     | 50   | +31,065      | 7     | 2         | 1   | Twarda (nowa) · Pośrednia (nowa)                                    | 10     |
| 6                    | 55 | Carlos Sainz Jr. | Ferrari                      | 50   | +35,876      | 4     | 2         | 1   | Pośrednia (nowa) · Twarda (nowa)                                    | 8      |
| 7                    | 16 | Charles Leclerc  | Ferrari                      | 50   | +43,162      | 12    | 5         | 1   | Miękka (nowa) · Twarda (nowa)                                       | 6      |
| 8                    | 31 | Esteban Ocon     | Alpine-Renault               | 50   | +52,832      | 6     | 2         | 1   | Pośrednia (nowa) · Twarda (nowa)                                    | 4      |
| 9                    | 10 | Pierre Gasly     | Alpine-Renault               | 50   | +54,747      | 9     | Bez zmian | 1   | Pośrednia (nowa) · Twarda (nowa)                                    | 2      |
| 10                   | 20 | Kevin Magnussen  | Haas-Ferrari                 | 50   | +1:04,826    | 13    | 3         | 1   | Pośrednia (nowa) · Twarda (nowa)                                    | 1      |
| 11                   | 22 | Yūki Tsunoda     | AlphaTauri-Honda RBPT        | 50   | +1:07,494    | 16    | 5         | 1   | Pośrednia (nowa) · Twarda (nowa)                                    |        |
| 12                   | 27 | Nico Hülkenberg  | Haas-Ferrari                 | 50   | +1:10,588    | 10    | 2         | 1   | Pośrednia (nowa) · Twarda (nowa)                                    |        |
| 13                   | 24 | Zhou Guanyu      | Alfa Romeo-Ferrari           | 50   | +1:16,060    | 11    | 2         | 2   | Pośrednia (nowa) · Twarda (nowa) · Pośrednia (nowa)                 |        |
| 14                   | 21 | Nyck de Vries    | AlphaTauri-Honda RBPT        | 50   | +1:17,478    | 18    | 4         | 1   | Pośrednia (nowa) · Twarda (nowa)                                    |        |
| 15                   | 81 | Oscar Piastri    | McLaren-Mercedes             | 50   | +1:25,021    | 8     | 7         | 1   | Pośrednia (nowa) · Twarda (nowa)                                    |        |
| 16                   | 2  | Logan Sargeant   | Williams-Mercedes            | 50   | +1:26,293    | 20    | 4         | 1   | Twarda (nowa) · Pośrednia (nowa)                                    |        |
| 17                   | 4  | Lando Norris     | McLaren-Mercedes             | 50   | +1:26,445    | 19    | 2         | 2   | Miękka (nowa) · Twarda (nowa) · Pośrednia (nowa)                    |        |
| 18                   | 77 | Valtteri Bottas  | Alfa Romeo-Ferrari           | 49   | +1 okrążenie | 14    | 4         | 3   | Pośrednia (nowa) · Twarda (nowa) · Pośrednia (nowa) · Miękka (nowa) |        |
| NS                   | 23 | Alexander Albon  | Williams-Mercedes            | 27   | NU (hamulce) | 17    |           | 1   | Pośrednia (nowa) · Twarda (nowa)                                    |        |
| NS                   | 18 | Lance Stroll     | Aston Martin Aramco-Mercedes | 16   | NU (silnik)  | 5     |           | 1   | Pośrednia (nowa) · Twarda (używana)                                 |        |
| Źródło: FIA, Pirelli |    |                  |                              |      |              |       |           |     |                                                                     |        |

Uwagi
1. ↑  Dodatkowy 1 punkt jest przyznawany kierowcy, który ustanowił najszybsze okrążenie w wyścigu, pod warunkiem, że ukończył wyścig w pierwszej 10.

### Najszybsze okrążenie
| Nr          | Kierowca       | Konstruktor                | Czas     | Okr. |
| ----------- | -------------- | -------------------------- | -------- | ---- |
| 1           | Max Verstappen | Red Bull Racing-Honda RBPT | 1:31,906 | 50   |
| Źródło: FIA |                |                            |          |      |

### Prowadzenie w wyścigu
| Nr                              | Kierowca        | Konstruktor                  | Okrążenia | Suma |
| ------------------------------- | --------------- | ---------------------------- | --------- | ---- |
| 11                              | Sergio Pérez    | Red Bull Racing-Honda RBPT   | 4–50      | 47   |
| 14                              | Fernando Alonso | Aston Martin Aramco-Mercedes | 1–3       | 3    |
| \| Wykres \| \| ------ \| \| \| |                 |                              |           |      |
| Źródło: FIA                     |                 |                              |           |      |
| Wykres                          |                 |                              |           |      |
|                                 |                 |                              |           |      |

## Klasyfikacja po wyścigu

### Kierowcy
| P           | +/−       | Kierowca         | Zgł. | Punkty | P1 | P2 | P3 | PP | NO | NS | NU |
| ----------- | --------- | ---------------- | ---- | ------ | -- | -- | -- | -- | -- | -- | -- |
| 1           | Bez zmian | Max Verstappen   | 2    | 44     | 1  | 1  | –  | 1  | 1  | –  | –  |
| 2           | Bez zmian | Sergio Pérez     | 2    | 43     | 1  | 1  | –  | 1  | –  | –  | –  |
| 3           | Bez zmian | Fernando Alonso  | 2    | 30     | –  | –  | 2  | –  | –  | –  | –  |
| 4           | Bez zmian | Carlos Sainz Jr. | 2    | 20     | –  | –  | –  | –  | –  | –  | –  |
| 5           | Bez zmian | Lewis Hamilton   | 2    | 20     | –  | –  | –  | –  | –  | –  | –  |
| 6           | 1         | George Russell   | 2    | 18     | –  | –  | –  | –  | –  | –  | –  |
| 7           | 1         | Lance Stroll     | 2    | 8      | –  | –  | –  | –  | –  | 1  | 1  |
| 8           | N         | Charles Leclerc  | 2    | 6      | –  | –  | –  | –  | –  | 1  | 1  |
| 9           | 1         | Valtteri Bottas  | 2    | 4      | –  | –  | –  | –  | –  | –  | –  |
| 10          | N         | Esteban Ocon     | 2    | 4      | –  | –  | –  | –  | –  | 1  | 1  |
| 11          | 2         | Pierre Gasly     | 2    | 4      | –  | –  | –  | –  | –  | –  | –  |
| 12          | 1         | Kevin Magnussen  | 2    | 1      | –  | –  | –  | –  | –  | –  | –  |
| 13          | 3         | Alexander Albon  | 2    | 1      | –  | –  | –  | –  | –  | 1  | 1  |
| 14          | 3         | Yūki Tsunoda     | 2    | 0      | –  | –  | –  | –  | –  | –  | –  |
| 15          | Bez zmian | Nico Hülkenberg  | 2    | 0      | –  | –  | –  | –  | –  | –  | –  |
| 16          | 4         | Logan Sargeant   | 2    | 0      | –  | –  | –  | –  | –  | –  | –  |
| 17          | 1         | Zhou Guanyu      | 2    | 0      | –  | –  | –  | –  | 1  | –  | –  |
| 18          | 4         | Nyck de Vries    | 2    | 0      | –  | –  | –  | –  | –  | –  | –  |
| 19          | N         | Oscar Piastri    | 2    | 0      | –  | –  | –  | –  | –  | 1  | 1  |
| 20          | 3         | Lando Norris     | 2    | 0      | –  | –  | –  | –  | –  | –  | –  |
| Źródło: FIA |           |                  |      |        |    |    |    |    |    |    |    |

### Konstruktorzy
| P           | +/−       | Konstruktor                  | Zgł. | Punkty | P1 | P2 | P3 | PP | NO | NS | NU |
| ----------- | --------- | ---------------------------- | ---- | ------ | -- | -- | -- | -- | -- | -- | -- |
| 1           | Bez zmian | Red Bull Racing-Honda RBPT   | 4    | 87     | 2  | 2  | –  | 2  | 1  | –  | –  |
| 2           | Bez zmian | Aston Martin Aramco-Mercedes | 4    | 38     | –  | –  | 2  | –  | –  | 1  | 1  |
| 3           | Bez zmian | Mercedes                     | 4    | 38     | –  | –  | –  | –  | –  | –  | –  |
| 4           | Bez zmian | Ferrari                      | 4    | 26     | –  | –  | –  | –  | –  | 1  | 1  |
| 5           | 1         | Alpine-Renault               | 4    | 8      | –  | –  | –  | –  | –  | 1  | 1  |
| 6           | 1         | Alfa Romeo-Ferrari           | 4    | 4      | –  | –  | –  | –  | 1  | –  | –  |
| 7           | 2         | Haas-Ferrari                 | 4    | 1      | –  | –  | –  | –  | –  | –  | –  |
| 8           | 1         | Williams-Mercedes            | 4    | 1      | –  | –  | –  | –  | –  | 1  | 1  |
| 9           | 1         | AlphaTauri-Honda RBPT        | 4    | 0      | –  | –  | –  | –  | –  | –  | –  |
| 10          | Bez zmian | McLaren-Mercedes             | 4    | 0      | –  | –  | –  | –  | –  | 1  | 1  |
| Źródło: FIA |           |                              |      |        |    |    |    |    |    |    |    |